# LIDS
LIDS是Linux Intrusion Detection System的簡寫，意即Linux入侵侦察系统，是Linux内核补丁和系统管理员工具（lidsadm），它加强了Linux内核。 它在内核中实现了一种安全模式 -- 参考模式以及内核中的強制存取控制模式（Mandatory Access Control）。

## LIDS主要功能：
- 保护：保护硬盘上任何类型的重要文件和目录，如/bin、/sbin、/usr/bin、/usr/sbin、/etc/rc.d等目录和其下的文件，以及系统中的敏感文件，如passwd和shadow文件，防止未被授权者（包括ROOT）和未被授权的程序进入，任何人包括ROOT都无法改变，文件可以隐藏。 保护重要进程不被终止，任何人包括root也不能杀死进程，而且可以隐藏特定的进程。防止非法程序的RAW IO 操作，保护硬盘，包括MBR保护等等。
- 检测：集成在内核中的端口扫描器，LIDS能检测到扫描并报告系统管理员。 LIDS还可以检测到系统上任何违反规则的进程。
- 响应：来自内核的安全警告，当有人违反规则时， LIDS会在控制台显示警告信息，将非法的活动细节记录到受LIDS保护的系统log文件中。 LIDS还可以将log信息发到你的信箱中。LIDS还可以马上关闭与用户的会话。

## 外部連結
- LIDS官方網頁
- LIDS中文帮助 （页面存档备份，存于）